# Rugby en España 1972
La temporada 1971/1972 iba a ser un campeonato de transición y de preparación para el gran cambio que se había planteado para la liga de 1972/1973. Para la temporada siguiente se planteaba una liga nacional de 18 equipos en dos divisiones: una 1.ª división con 10 equipos y una segunda con otros 8. Para dilucidar los equipos que tendrían acceso a estas dos divisiones en 1972 se organizará un gran torneo de ascenso con 36 equipos implicados provenientes de todas las federaciones regionales. Se decidió que en 1972 no habría descensos desde la 1.ª división, por lo que los 10 equipos mantendrían su categoría y en el torneo de ascenso se pondrían en juego dos nuevas plazas para la primera división y 8 para la segunda. En realidad para esta división en el torneo se aseguraran 6 plazas y las dos restantes quedarán para un torneo de repesca a celebrar a principios de la temporada 1972/1973.

Otra novedad importante que se hará efectiva esta misma temporada es la ampliación del Campeonato de España (Copa del Generalísimo) de 4 a 16 equipos, con una primera eliminatoria de octavos a un solo partido, cuartos y semifinales a doble enfrentamiento y final a un partido en Madrid. La jugarán todos los equipos de la liga nacional, más otros 8 clasificados de las ligas regionales.

Por otro lado dos competiciones salen del calendario, en 1972 no se celebrará ni la Copa FER, ni la Copa Ibérica. 

CUADRO DE HONOR
| TORNEO                             | CAMPEÓN                                | SUBCAMPEÓN                |
| ---------------------------------- | -------------------------------------- | ------------------------- |
| IV Campeonato Liga 1.ª División    | Canoe Natación Club                    | Colegio El Salvador       |
| XXXIX Campeonato España (Copa)     | Club Atlético San Sebastián            | Club Natación Barcelona   |
| III Trofeo Ascenso a Liga Nacional | CAU Madrid Rugby Club                  | Unión Deportiva Samboyana |
| IX Campeonato España Juvenil       | Club Atlético San Sebastián            | Colegio San José          |
| Liga Catalana 1ªD                  | Unión Deportiva Samboyana              | Rugby Club Cornellà       |
| Liga de Madrid 1ªD                 | CAU Madrid Rugby Club                  | Canoe Natación Club       |
| Liga Vasco-Navarra                 | Sociedad Deportiva Anoeta              | Rugby Club Irún           |
| Liga Valenciana                    | XÈ-15 Valencia                         | Valencia Rugby Club       |
| Liga Andaluza                      | Club Deportivo Arquitectura de Sevilla | Sevilla Club de Fútbol    |
| Liga Asturiana                     | Real Sporting de Gijón                 | Combinado-68 Rugby        |
| Copa FIRA 2.ª División             | Selección de rugby de España           | 1.ª posición (ascenso)    |

## Competiciones nacionales

### V Campeonato Nacional de Liga
A pesar de la superioridad numérica de los equipos catalanes, el equipo madrileño del Canoe, campeón de liga y copa en 1971, era el claro favorito y el equipo a batir. El Barcelona y la Samboyana eran los más fuertes entre los cuatro catalanes, pero también debían hacer frente al equipo revelación del 71, El Salvador y al campeón del 70, el Atlético San Sebastián. Los dos equipos debutantes: Natación y Arquitectura esperaban hacer un buen papel y evitar el descenso, aunque pronto se supo que no habría relegados esta temporada y esto daba tranquilidad a todos los contendientes.

#### Resultados
Como la temporada anterior, la liga comenzó a finales de octubre y antes del parón de Navidad se completarían 6 jornadas, casi mitad de temporada. En los 5 primeros partidos, el Canoe marcó la diferencia y no perdió un solo punto. Pero la mayor sorpresa la dio el también madrileño Arquitectura, que exceptuando su derbi con los del Canoe, consiguió una racha de 4 victorias consecutivas, colocándose en la segunda plaza de la tabla. Sin embargo, en la sexta jornada, ambos equipos madrileños perdieron sus partidos. El Canoe contra su "bestia negra", El Salvador y Arquitectura en San Sebastián. En tercer lugar se situaba el Universitario de Barcelona. Sorprendentemente, Barcelona y Samboyana cerraban la clasificación, ambos con una victoria, y el empate que hubo entre ellos

En la segunda parte de la temporada, el Arquitectura perdió fuelle, el Canoe no cejó y volvió a ganar todos sus partidos excepto el del Salvador, y este último fue subiendo hasta alcanzar de  nuevo el subcampeonato. La Samboyana fue tercera, con 6 victorias y 3 empates, seguida del Atlético, con las mismas victorias y solo 2 empates. También con 6 victorias estaban Universitario y Arquitectura. El Natación era 7.º y cerraba la tabla con solo dos victorias el Barcelona, en una pésima temporada, que se pudo permitir pues no había descenso.

##### 1.ª Jornada (24 de octubre de 1971)
| Ciudad     | Local                        | Resultado | Visitante                   |
| ---------- | ---------------------------- | --------- | --------------------------- |
| Valladolid | Colegio El Salvador          | 21-0      | Club Natación Barcelona     |
| Barcelona  | Club de Fútbol Barcelona     | 9-9       | Unión Deportiva Samboyana   |
| Barcelona  | Club Deportivo Universitario | 18-4      | Club Atlético San Sebastián |
| Madrid     | Canoe Natación Club          | 22-13     | Club Deportivo Arquitectura |

##### 2.ª Jornada (31 de octubre de 1971)
| Ciudad        | Local                       | Resultado | Visitante                    |
| ------------- | --------------------------- | --------- | ---------------------------- |
| Barcelona     | Club Natación Barcelona     | 9-15      | Club Deportivo Universitario |
| Barcelona     | Unión Deportiva Samboyana   | 4-20      | Canoe Natación Club          |
| San Sebastián | Club Atlético San Sebastián | 20-10     | Club de Fútbol Barcelona     |
| Barcelona     | Club Deportivo Arquitectura | 17-9      | Colegio El Salvador          |

##### 3.ª Jornada (7 de noviembre de 1971)
| Ciudad     | Local                        | Resultado | Visitante                   |
| ---------- | ---------------------------- | --------- | --------------------------- |
| Barcelona  | Club Natación Barcelona      | 0-6       | Club Deportivo Arquitectura |
| Barcelona  | Club Deportivo Universitario | 6-0       | Club de Fútbol Barcelona    |
| Valladolid | Colegio El Salvador          | 15-11     | Unión Deportiva Samboyana   |
| Madrid     | Canoe Natación Club          | 28-9      | Club Atlético San Sebastián |

##### 4.ª Jornada (21 de noviembre de 1971)
| Ciudad        | Local                       | Resultado | Visitante                    |
| ------------- | --------------------------- | --------- | ---------------------------- |
| Barcelona     | Unión Deportiva Samboyana   | 7-6       | Club Natación Barcelona      |
| Barcelona     | Club de Fútbol Barcelona    | 0-24      | Canoe Natación Club          |
| San Sebastián | Club Atlético San Sebastián | 0-0       | Colegio El Salvador          |
| Madrid        | Club Deportivo Arquitectura | 14-4      | Club Deportivo Universitario |

##### 5.ª Jornada (28 de noviembre de 1971)
| Ciudad     | Local                        | Resultado | Visitante                   |
| ---------- | ---------------------------- | --------- | --------------------------- |
| Barcelona  | Club Natación Barcelona      | 18-9      | Club Atlético San Sebastián |
| Barcelona  | Club Deportivo Universitario | 0-7       | Canoe Natación Club         |
| Madrid     | Club Deportivo Arquitectura  | 22-15     | Unión Deportiva Samboyana   |
| Valladolid | Colegio El Salvador          | 7-9       | Club de Fútbol Barcelona    |

##### 6.ª Jornada (12 de diciembre de 1971)
| Ciudad        | Local                        | Resultado | Visitante                   |
| ------------- | ---------------------------- | --------- | --------------------------- |
| Barcelona     | Club Deportivo Universitario | 18-7      | Unión Deportiva Samboyana   |
| San Sebastián | Club Atlético San Sebastián  | 15-8      | Club Deportivo Arquitectura |
| Barcelona     | Club de Fútbol Barcelona     | 6-20      | Club Natación Barcelona     |
| Madrid        | Canoe Natación Club          | 8-19      | Colegio El Salvador         |

##### 7.ª Jornada (9 de enero de 1972)
| Ciudad     | Local                       | Resultado | Visitante                    |
| ---------- | --------------------------- | --------- | ---------------------------- |
| Barcelona  | Unión Deportiva Samboyana   | 9-3       | Club Atlético San Sebastián  |
| Madrid     | Club Deportivo Arquitectura | 8-10      | Club de Fútbol Barcelona     |
| Barcelona  | Club Natación Barcelona     | 3-21      | Canoe Natación Club          |
| Valladolid | Colegio El Salvador         | 15-0      | Club Deportivo Universitario |

##### 8.ª Jornada (16 de enero de 1972)
| Ciudad        | Local                       | Resultado | Visitante                    |
| ------------- | --------------------------- | --------- | ---------------------------- |
| Barcelona     | Club Natación Barcelona     | 9-3       | Colegio El Salvador          |
| Madrid        | Club Deportivo Arquitectura | 0-9       | Canoe Natación Club          |
| Barcelona     | Unión Deportiva Samboyana   | 4-0       | Club de Fútbol Barcelona     |
| San Sebastián | Club Atlético San Sebastián | 21-13     | Club Deportivo Universitario |

##### 9.ª Jornada (23 de enero de 1972)
| Ciudad     | Local                        | Resultado | Visitante                   |
| ---------- | ---------------------------- | --------- | --------------------------- |
| Barcelona  | Club Deportivo Universitario | 3-0       | Club Natación Barcelona     |
| Madrid     | Canoe Natación Club          | 14-0      | Unión Deportiva Samboyana   |
| Barcelona  | Club de Fútbol Barcelona     | 12-20     | Club Atlético San Sebastián |
| Valladolid | Colegio El Salvador          | 18-3      | Club Deportivo Arquitectura |

##### 10.ª Jornada (30 de enero de 1972)
| Ciudad        | Local                       | Resultado | Visitante                    |
| ------------- | --------------------------- | --------- | ---------------------------- |
| Madrid        | Club Deportivo Arquitectura | 3-19      | Club Natación Barcelona      |
| Barcelona     | Club de Fútbol Barcelona    | 6-16      | Club Deportivo Universitario |
| Barcelona     | Unión Deportiva Samboyana   | 10-3      | Colegio El Salvador          |
| San Sebastián | Club Atlético San Sebastián | 4-10      | Canoe Natación Club          |

##### 11.ª Jornada (6 de febrero de 1972)
| Ciudad     | Local                        | Resultado | Visitante                   |
| ---------- | ---------------------------- | --------- | --------------------------- |
| Barcelona  | Club Natación Barcelona      | 3-3       | Unión Deportiva Samboyana   |
| Madrid     | Canoe Natación Club          | 8-0       | Club de Fútbol Barcelona    |
| Valladolid | Colegio El Salvador          | 37-0      | Club Atlético San Sebastián |
| Barcelona  | Club Deportivo Universitario | 14-23     | Club Deportivo Arquitectura |

##### 12.ª Jornada (15 de febrero de 1972)
| Ciudad        | Local                       | Resultado | Visitante                    |
| ------------- | --------------------------- | --------- | ---------------------------- |
| San Sebastián | Club Atlético San Sebastián | 16-0      | Club Natación Barcelona      |
| Madrid        | Canoe Natación Club         | 16-7      | Club Deportivo Universitario |
| Barcelona     | Unión Deportiva Samboyana   | 16-6      | Club Deportivo Arquitectura  |
| Barcelona     | Club de Fútbol Barcelona    | 4-19      | Colegio El Salvador          |

##### 13.ª Jornada (20 de febrero de 1972)
| Ciudad     | Local                       | Resultado | Visitante                    |
| ---------- | --------------------------- | --------- | ---------------------------- |
| Barcelona  | Unión Deportiva Samboyana   | 4-3       | Club Deportivo Universitario |
| Madrid     | Club Deportivo Arquitectura | 6-9       | Club Atlético San Sebastián  |
| Barcelona  | Club Natación Barcelona     | 11-4      | Club de Fútbol Barcelona     |
| Valladolid | Colegio El Salvador         | 19-8      | Canoe Natación Club          |

##### 14.ª Jornada (27 de febrero de 1972)
| Ciudad        | Local                        | Resultado | Visitante                   |
| ------------- | ---------------------------- | --------- | --------------------------- |
| San Sebastián | Club Atlético San Sebastián  | 3-3       | Unión Deportiva Samboyana   |
| Barcelona     | Club de Fútbol Barcelona     | 10-23     | Club Deportivo Arquitectura |
| Madrid        | Canoe Natación Club          | 8-3       | Club Natación Barcelona     |
| Barcelona     | Club Deportivo Universitario | 10-12     | Colegio El Salvador         |

#### Tabla de resultados
| Local \ Visitante        | ARQ   | ASS   | CFB   | CAN  | ESA   | NAT  | SAM   | UNI   |
| ------------------------ | ----- | ----- | ----- | ---- | ----- | ---- | ----- | ----- |
| C.D. ARQUITECTURA        | —     | 6–9   | 8–10  | 0–9  | 17–9  | 3–19 | 22–15 | 14–4  |
| ATLÉTICO San Sebástian   | 15–8  | —     | 20–10 | 4–10 | 0–0   | 16–0 | 3–3   | 21–13 |
| Club de Fútbol BARCELONA | 10–23 | 12–20 | —     | 0–24 | 4–19  | 6–20 | 9–9   | 6–16  |
| CANOE N.C.               | 22–13 | 28–9  | 8–0   | —    | 8–19  | 8–3  | 14–0  | 16–7  |
| C. El SALVADOR           | 18–3  | 37–0  | 7–9   | 19–8 | —     | 21–0 | 15–11 | 15–0  |
| NATACIÓN Barcelona       | 0–6   | 18–9  | 11–4  | 3–21 | 9–3   | —    | 3–3   | 9–15  |
| U.D. SAMBOYANA           | 16–6  | 9–3   | 4–0   | 4–20 | 10–3  | 7–6  | —     | 4–3   |
| C.D. UNIVERSITARIO       | 14–23 | 18–4  | 6–0   | 0–7  | 10–12 | 3–0  | 18–7  | —     |

#### Clasificación
| \| \| Clasificación Liga Nacional 1971-1972 \| |                                       |     |    |   |    |      |     |     |
| Pos                                            | Equipo                                | Jug | V  | E | D  | PF   | PC  | Pts |
| 1º                                             | Canoe Natación Club                   | 14  | 12 | 0 | 2  | 205  | 81  | 38  |
| 2º                                             | Colegio El Salvador                   | 14  | 9  | 1 | 4  | 197  | 91  | 33  |
| 3                                              | Unión Deportiva Samboyana             | 14  | 6  | 3 | 5  | 102  | 125 | 29  |
| 4º                                             | Club Atlético San Sebastián           | 14  | 6  | 2 | 6  | 1194 | 162 | 28  |
| 5º                                             | Club Deportivo Universitario          | 14  | 6  | 0 | 8  | 127  | 138 | 26  |
| 6º                                             | Club Deportivo Arquitectura           | 14  | 6  | 0 | 8  | 152  | 170 | 26  |
| 7º                                             | Club Natación Barcelona               | 14  | 5  | 1 | 8  | 102  | 125 | 21  |
| 8º                                             | Club de Fútbol Barcelona              | 14  | 2  | 1 | 11 | 181  | 182 | 19  |
|                                                | Clasificación Liga Nacional 1971-1972 |     |    |   |    |      |     |     |

| Trophee championnat Espagnol Rugby |
| Campeón Canoe Natación Club        |
| 2º título                          |

### IIIerTorneo de Ascenso a Liga Nacional

#### Eliminatorias Previas
36 equipos se clasificaron para el torneo, para hacer un cuadro de 32 se realizó un sorteo para una eliminatoria previa entre ocho equipos de los cuales 4 serían eliminados. Pocos problemas tuvieron Olímpico y Atlético SS B para pasar con dos contundentes marcadores 56-7 y 56-0. También pasaron sin excesivos problemas La Salle y Macarena.
La siguiente ronda fue de dieciseisavos de final que no dio ninguna sorpresa, solo unos cuantos partidos ajustados, como el La Salle-Olímpico, ganado por los madrileños, el Atlético SS B-Cornellá en el que los catalanes sufrieron mucho para doblegar al B donostiarra, el duelo asturiano entre el Combinado y el Oviedo que ganaron los gijoneses, o el Macaranea contra el B del Barcelona, que calificó a los sevillanos.

##### Previa 1
| 12 de marzo de 1972        | Resultado |                                |
| -------------------------- | --------- | ------------------------------ |
| La Salle-Bonanova          | 25-4      | Larpis Rugby Club León         |
| Independiente Rugby Club   | 7-56      | Olímpico-64                    |
| Rehala-Bellavista          | 0-56      | Atlético San Sebastián B       |
| C.R. San Carlos Valladolid | 0-18      | Agrupación Gimnástica Macarena |

##### Previa 2
| 19 de marzo de 1972            | Resultado |                                          |
| ------------------------------ | --------- | ---------------------------------------- |
| La Salle-Bonanova              | 4-7       | Olímpico-64                              |
| CAU Madrid Rugby Club          | 40-6      | Club Natación Montjuich                  |
| Xè-15 Valencia                 | 22-0      | Patronato Educación y Cultura de Moncada |
| Colegio Mayor Cisneros         | 21-7      | Colegio Mayor Ensenada                   |
| Canoe Natación Club B          | 19-7      | Bilbao Rugby Club                        |
| Liceo Francés                  | 17-23     | CD Veterinaria de Zaragoza               |
| Sevilla Club de Fútbol         | 10-23     | Club Natación Pueblo Nuevo               |
| Atlético San Sebastián B       | 0-6       | Rugby Club Cornellà                      |
| Valencia Rugby Club            | 16-0      | Hernani Rugby Club                       |
| Unión Deportiva Samboyana B    | 13-9      | Colegio Mayor Chaminade                  |
| Combinado-68 Gijón             | 6-0       | CAU-Oviedo                               |
| CD Arquitectura de Sevilla     | 20-4      | CD Medicina de Sevilla                   |
| Real Gijón                     | 91-3      | Grupo Cultural Covadonga                 |
| Sociedad Deportiva Anoeta      | 15-3      | Rugby Club Irún                          |
| Barcelona Unión Club (BUC)     | 30-0      | Tatami Rugby Club                        |
| Agrupación Gimnástica Macarena | 7-4       | Club de Futbol Barcelona B               |

#### Cuadro Final
En el cuadro de octavos tampoco hubo sorpresas, aunque se dieron sendos duelos regionales que dejaron fuera al Olímpico y al Pueblo Nuevo, eliminados por el CAU-Madrid y el Cornellá respectivamente. Dos equipos con posibilidades de jugar en nacional iban a la repesca. El Valencia y el Veterinaria de Zaragoza cayeron ante los B de Canoe y Samboyana. El resto de cuartofinalistas lo completaban el Cisneros, Arquitectura de Sevilla, Gijón y BUC.

Todos esto equipos estaban ya clasificados para la 2.ª división, y ahora se ponían en juego las dos plazas para la 1.ª. Un nuevo duelo entre madrileños dio, por un corto 4-0 el paso a semifinales al CAU frente al Cisneros que en 1973 se deberá conformar con jugar en segunda división. Cornellá y Gijón serían los otros dos posibles ascensos, al dejar el B de Samboyana fuera de la competencia a los arquitectos de Sevilla.
CAU-Madrid se convirtió en nuevo equipo de 1.ª división al ganar en semifinales al Cornellá, en la final también derrotó a la Samboyana B. Al ser este un equipo filial, no podía ascender, así que en el partido 3.º/4.º estaba la última plaza, que obtuvo el Cornellá ganando 10-4 al Real Gijón.

|  | Octavos de final           | Octavos de final   |                            |                       | Cuartos de final    | Cuartos de final    |  |                    | Semifinales         | Semifinales         |                     |                       | Final              | Final              |  |
|  | 2 de abril de 1972         | 2 de abril de 1972 |                            |                       | 23 de abril de 1972 | 23 de abril de 1972 |  |                    | 30 de abril de 1972 | 30 de abril de 1972 |                     |                       | 28 de mayo de 1972 | 28 de mayo de 1972 |  |
|  |                            |                    |                            |                       |                     |                     |  |                    |                     |                     |                     |                       |                    |                    |  |
|  |                            |                    |                            |                       |                     |                     |  |                    |                     |                     |                     |                       |                    |                    |  |
|  | Olímpico-64                | 3                  |                            |                       |                     |                     |  |                    |                     |                     |                     |                       |                    |                    |  |
|  | Olímpico-64                | 3                  |                            |                       |                     |                     |  |                    |                     |                     |                     |                       |                    |                    |  |
|  | CAU Madrid Rugby Club      | 15                 |                            |                       |                     |                     |  |                    |                     |                     |                     |                       |                    |                    |  |
|  | CAU Madrid Rugby Club      | 15                 |                            | CAU Madrid Rugby Club | 4                   |                     |  |                    |                     |                     |                     |                       |                    |                    |  |
|  |                            |                    |                            | CAU Madrid Rugby Club | 4                   |                     |  |                    |                     |                     |                     |                       |                    |                    |  |
|  |                            |                    | Colegio Mayor Cisneros     | 0                     |                     |                     |  |                    |                     |                     |                     |                       |                    |                    |  |
|  | Xè-15 Valencia             | 10                 | Colegio Mayor Cisneros     | 0                     |                     |                     |  |                    |                     |                     |                     |                       |                    |                    |  |
|  | Xè-15 Valencia             | 10                 |                            |                       |                     |                     |  |                    |                     |                     |                     |                       |                    |                    |  |
|  | Colegio Mayor Cisneros     | 20                 |                            |                       |                     |                     |  |                    |                     |                     |                     |                       |                    |                    |  |
|  | Colegio Mayor Cisneros     | 20                 |                            |                       |                     |                     |  | CAU Madrid R. Club | 37                  |                     |                     |                       |                    |                    |  |
|  |                            |                    |                            |                       |                     |                     |  | CAU Madrid R. Club | 37                  |                     |                     |                       |                    |                    |  |
|  |                            |                    | Rugby Club Cornellà        | 7                     |                     |                     |  |                    |                     |                     |                     |                       |                    |                    |  |
|  | Canoe Natación Club B      | 16                 | Rugby Club Cornellà        | 7                     |                     |                     |  |                    |                     |                     |                     |                       |                    |                    |  |
|  | Canoe Natación Club B      | 16                 |                            |                       |                     |                     |  |                    |                     |                     |                     |                       |                    |                    |  |
|  | CD Veterinaria de Zaragoza | 7                  |                            |                       |                     |                     |  |                    |                     |                     |                     |                       |                    |                    |  |
|  | CD Veterinaria de Zaragoza | 7                  |                            | Canoe Natación Club B | 9                   |                     |  |                    |                     |                     |                     |                       |                    |                    |  |
|  |                            |                    |                            | Canoe Natación Club B | 9                   |                     |  |                    |                     |                     |                     |                       |                    |                    |  |
|  |                            |                    | Rugby Club Cornellà        | 17                    |                     |                     |  |                    |                     |                     |                     |                       |                    |                    |  |
|  | Club Natación Pueblo Nuevo | 10                 | Rugby Club Cornellà        | 17                    |                     |                     |  |                    |                     |                     |                     |                       |                    |                    |  |
|  | Club Natación Pueblo Nuevo | 10                 |                            |                       |                     |                     |  |                    |                     |                     |                     |                       |                    |                    |  |
|  | Rugby Club Cornellà        | 18                 |                            |                       |                     |                     |  |                    |                     |                     |                     |                       |                    |                    |  |
|  | Rugby Club Cornellà        | 18                 |                            |                       |                     |                     |  |                    |                     |                     |                     | CAU Madrid Rugby Club | 20                 |                    |  |
|  |                            |                    |                            |                       |                     |                     |  |                    |                     |                     |                     | CAU Madrid Rugby Club | 20                 |                    |  |
|  |                            |                    | U.D. Samboyana B           | 10                    |                     |                     |  |                    |                     |                     |                     |                       |                    |                    |  |
|  | Valencia Rugby Club        | 6                  | U.D. Samboyana B           | 10                    |                     |                     |  |                    |                     |                     |                     |                       |                    |                    |  |
|  | Valencia Rugby Club        | 6                  |                            |                       |                     |                     |  |                    |                     |                     |                     |                       |                    |                    |  |
|  | U.D. Samboyana B           | 9                  |                            |                       |                     |                     |  |                    |                     |                     |                     |                       |                    |                    |  |
|  | U.D. Samboyana B           | 9                  |                            | U.D. Samboyana B      | 18                  |                     |  |                    |                     |                     |                     |                       |                    |                    |  |
|  |                            |                    |                            | U.D. Samboyana B      | 18                  |                     |  |                    |                     |                     |                     |                       |                    |                    |  |
|  |                            |                    | CD Arquitectura de Sevilla | 7                     |                     |                     |  |                    |                     |                     |                     |                       |                    |                    |  |
|  | Combinado-68 Gijón         | 0                  | CD Arquitectura de Sevilla | 7                     |                     |                     |  |                    |                     |                     |                     |                       |                    |                    |  |
|  | Combinado-68 Gijón         | 0                  |                            |                       |                     |                     |  |                    |                     |                     |                     |                       |                    |                    |  |
|  | CD Arquitectura de Sevilla | 68                 |                            |                       |                     |                     |  |                    |                     |                     |                     |                       |                    |                    |  |
|  | CD Arquitectura de Sevilla | 68                 |                            |                       |                     |                     |  | U.D. Samboyana B   | 29                  |                     |                     |                       |                    |                    |  |
|  |                            |                    |                            |                       |                     |                     |  | U.D. Samboyana B   | 29                  |                     |                     |                       |                    |                    |  |
|  |                            |                    | Real Gijón                 | 13                    |                     |                     |  |                    |                     |                     |                     |                       |                    |                    |  |
|  | Real Gijón                 | 13                 | Real Gijón                 | 13                    |                     |                     |  |                    |                     |                     |                     |                       |                    |                    |  |
|  | Real Gijón                 | 13                 |                            |                       |                     |                     |  |                    |                     |                     |                     |                       |                    |                    |  |
|  | Sociedad Deportiva Anoeta  | 0                  |                            |                       |                     |                     |  |                    |                     |                     |                     |                       |                    |                    |  |
|  | Sociedad Deportiva Anoeta  | 0                  |                            | Real Gijón            | 32                  |                     |  |                    |                     |                     |                     | Tercer lugar          | Tercer lugar       |                    |  |
|  |                            |                    |                            | Real Gijón            | 32                  |                     |  |                    |                     |                     |                     | Tercer lugar          | Tercer lugar       |                    |  |
|  |                            |                    | Barcelona Unión Club (BUC) | 9                     |                     |                     |  |                    |                     |                     |                     |                       |                    |                    |  |
|  | Barcelona Unión Club (BUC) | 6                  | Barcelona Unión Club (BUC) | 9                     |                     |                     |  |                    |                     |                     | Rugby Club Cornellà | 10                    |                    |                    |  |
|  | Barcelona Unión Club (BUC) | 6                  |                            |                       |                     |                     |  |                    |                     |                     | Rugby Club Cornellà | 10                    |                    |                    |  |
|  | A.G. Macarena              | 0                  |                            |                       |                     |                     |  |                    |                     |                     |                     |                       | Real Gijón         | 4                  |  |
|  | A.G. Macarena              | 0                  |                            |                       |                     |                     |  |                    |                     |                     |                     |                       | Real Gijón         | 4                  |  |
|  |                            |                    |                            |                       |                     |                     |  |                    |                     |                     |                     |                       |                    |                    |  |

#### Resultado Final
| \| \| Clasificación Torneo Ascenso \| |                              |                                                                 |
| Pos                                   | Equipo                       |                                                                 |
| 1º                                    | CAU Madrid Rugby Club        | Ascenso a Liga Nacional 1.ª División y Copa                     |
| 2º                                    | U.D. Samboyana B             | Clas. a Liga Nacional 2.ª División (Renuncia a 1ºDiv, equipo B) |
| 3º                                    | Rugby Club Cornellà          | Ascenso a Liga Nacional 1.ª División y Copa                     |
| 4º                                    | Real Gijón                   | Clasificado a Liga Nacional 2.ª División y Copa                 |
| Cuartos                               | Colegio Mayor Cisneros       | Clasificado a Liga Nacional 2.ª División y Copa                 |
| Cuartos                               | Canoe Natación Club B        | Clasificado a Liga Nacional 2.ª División                        |
| Cuartos                               | CD Arquitectura de Sevilla   | Clasificado a Liga Nacional 2.ª División y Copa                 |
| Cuartos                               | Barcelona Unión Club (BUC)   | Clasificado a Liga Nacional 2.ª División y Copa                 |
| Octavos                               | Olímpico-64                  | Torneo de repesca a 2.ª División                                |
| Octavos                               | Xè-15 Valencia               | Torneo de repesca a 2.ª División                                |
| Octavos                               | CD Veterinaria de Zaragoza   | Torneo de repesca a 2.ª División y Copa                         |
| Octavos                               | Club Natación Pueblo Nuevo   | Torneo de repesca a 2.ª División                                |
| Octavos                               | Valencia Rugby Club          | Torneo de repesca a 2.ª División y Copa                         |
| Octavos                               | Combinado-68 Gijón           | Torneo de repesca a 2.ª División                                |
| Octavos                               | Sociedad Deportiva Anoeta    | Torneo de repesca a 2.ª División                                |
| Octavos                               | A.G. Macarena                | Torneo de repesca a 2.ª División                                |
|                                       | Clasificación Torneo Ascenso |                                                                 |

### XXXIX Campeonato de España (Copa del Generalísimo)
En 1972 con la eliminación de la Copa FER, se amplia la participación en la Copa de España (Copa del Generalísimo). D e 4 se pasa a 16 equipos: Los 8 de 1.ª división, los 6 clasificados para la 2.ª división de 1972 y dos invitados, los campeones de las federaciones valenciana (Valencia RC) y aragonesa (CD Veterinaria) que no estaban representadas en la copa.

Los octavos de final no dieron ninguna sorpresa, cada equipo de 1.ª división estaba emparejado con otro de inferior categoría y ningún equipo de los grandes falló. Solo la Samboyana tuvo dificultades con los combativos arquitectos sevillanos, pero pasó la eliminatoria por 15 a 9. Ni siquiera el CAU Madrid, que había sido el equipo de regional más fuerte durante toda la temporada pudo doblegar al Barcelona, que había sido el colista de la 1.ª división.

La gran sorpresa se dio en cuartos de final, el Natación Barcelona penúltimo de la liga y recién ascendido ganó a domicilio al bicampeón de liga, Canoe, y vigente campeón de copa. En el partido de vuelta los catalanes defendieron su resultado y los campeones no pudieron pasar del empate. En el resto de cuartos, ni Salvador, ni atlético ni Arquitectura tuvieron demasiados problemas para eliminar a sus rivales.
Una vez eliminado el campeón, las semifinales se presentaba muy abiertas, pero fueron los equipos peor clasificados en la liga los que se llevaron las eliminatorias. El Atlético San Sebastián ganó en Valladolid por un ajustado 0-3 y en la vuelta se impuso de nuevo en un competido partido por 29 a 21. El 7.º de la liga (Natación) se impuso al 6.º (Arquitectura) con una doble victoria. Sin embargo, el equipo revelación de la copa poco pudo hacer en la final contra los donostiarras. El Atlético se impuso con un contundente 31-10 para obtener su segundo entorchado de Campeón de España. 
|  | Octavos de final           | Octavos de final    | Octavos de final         |                            |    | Cuartos de final             | Cuartos de final             | Cuartos de final             |    |    | Semifinales                  | Semifinales                  | Semifinales                  |    |  | Final               | Final               |  |
|  | 16 de abril de 1972        | 16 de abril de 1972 | 16 de abril de 1972      |                            |    | 23 abril y 7 de mayo de 1972 | 23 abril y 7 de mayo de 1972 | 23 abril y 7 de mayo de 1972 |    |    | 28 mayo y 4 de junio de 1972 | 28 mayo y 4 de junio de 1972 | 28 mayo y 4 de junio de 1972 |    |  | 11 de junio de 1972 | 11 de junio de 1972 |  |
|  |                            |                     |                          |                            |    |                              |                              |                              |    |    |                              |                              |                              |    |  |                     |                     |  |
|  |                            |                     |                          |                            |    |                              |                              |                              |    |    |                              |                              |                              |    |  |                     |                     |  |
|  | U.D. Samboyana             |                     | 15                       |                            |    |                              |                              |                              |    |    |                              |                              |                              |    |  |                     |                     |  |
|  | U.D. Samboyana             |                     |                          |                            |    |                              |                              |                              |    |    |                              |                              |                              |    |  |                     |                     |  |
|  | CD Arquitectura de Sevilla |                     | 9                        |                            |    |                              |                              |                              |    |    |                              |                              |                              |    |  |                     |                     |  |
|  | CD Arquitectura de Sevilla |                     | 9                        | U.D. Samboyana             | 3  | 13                           |                              |                              |    |    |                              |                              |                              |    |  |                     |                     |  |
|  |                            |                     |                          | U.D. Samboyana             | 3  | 13                           |                              |                              |    |    |                              |                              |                              |    |  |                     |                     |  |
|  |                            |                     | Colegio El Salvador      | 11                         | 11 |                              |                              |                              |    |    |                              |                              |                              |    |  |                     |                     |  |
|  | Colegio El Salvador        |                     | Colegio El Salvador      | 11                         | 11 | 45                           |                              |                              |    |    |                              |                              |                              |    |  |                     |                     |  |
|  | Colegio El Salvador        |                     |                          |                            |    |                              |                              |                              |    |    |                              |                              |                              |    |  |                     |                     |  |
|  | Real Gijón                 |                     | 3                        |                            |    |                              |                              |                              |    |    |                              |                              |                              |    |  |                     |                     |  |
|  | Real Gijón                 |                     |                          |                            |    |                              |                              | Colegio El Salvador          | 0  | 21 |                              |                              |                              |    |  |                     |                     |  |
|  |                            |                     |                          |                            |    |                              |                              |                              | 0  | 21 |                              |                              |                              |    |  |                     |                     |  |
|  |                            |                     | Atlético San Sebastián   | 3                          | 29 |                              |                              |                              |    |    |                              |                              |                              |    |  |                     |                     |  |
|  | CD Universitario Barcelona |                     | Atlético San Sebastián   | 3                          | 29 | 19                           |                              |                              |    |    |                              |                              |                              |    |  |                     |                     |  |
|  | CD Universitario Barcelona |                     |                          |                            |    |                              |                              |                              |    |    |                              |                              |                              |    |  |                     |                     |  |
|  | Colegio Mayor Cisneros     |                     | 3                        |                            |    |                              |                              |                              |    |    |                              |                              |                              |    |  |                     |                     |  |
|  | Colegio Mayor Cisneros     |                     | 3                        | CD Universitario Barcelona | 0  | 4                            |                              |                              |    |    |                              |                              |                              |    |  |                     |                     |  |
|  |                            |                     |                          | CD Universitario Barcelona | 0  | 4                            |                              |                              |    |    |                              |                              |                              |    |  |                     |                     |  |
|  |                            |                     | Atlético San Sebastián   | 10                         | 22 |                              |                              |                              |    |    |                              |                              |                              |    |  |                     |                     |  |
|  | Atlético San Sebastián     |                     | Atlético San Sebastián   | 10                         | 22 | 23                           |                              |                              |    |    |                              |                              |                              |    |  |                     |                     |  |
|  | Atlético San Sebastián     |                     |                          |                            |    |                              |                              |                              |    |    |                              |                              |                              |    |  |                     |                     |  |
|  | CD Veterinaria de Zaragoza |                     | 0                        |                            |    |                              |                              |                              |    |    |                              |                              |                              |    |  |                     |                     |  |
|  | CD Veterinaria de Zaragoza |                     |                          |                            |    |                              |                              |                              |    |    |                              |                              | Atlético San Sebastián       | 31 |  |                     |                     |  |
|  |                            |                     |                          |                            |    |                              |                              |                              |    |    |                              |                              |                              | 31 |  |                     |                     |  |
|  |                            |                     | Club Natación Barcelona  | 10                         |    |                              |                              |                              |    |    |                              |                              |                              |    |  |                     |                     |  |
|  | Canoe Natación Club        |                     | Club Natación Barcelona  | 10                         | 14 |                              |                              |                              |    |    |                              |                              |                              |    |  |                     |                     |  |
|  | Canoe Natación Club        |                     |                          |                            |    |                              |                              |                              |    |    |                              |                              |                              |    |  |                     |                     |  |
|  | Rugby Club Cornellá        |                     | 0                        |                            |    |                              |                              |                              |    |    |                              |                              |                              |    |  |                     |                     |  |
|  | Rugby Club Cornellá        |                     | 0                        | Canoe Natación Club        | 11 | 6                            |                              |                              |    |    |                              |                              |                              |    |  |                     |                     |  |
|  |                            |                     |                          | Canoe Natación Club        | 11 | 6                            |                              |                              |    |    |                              |                              |                              |    |  |                     |                     |  |
|  |                            |                     | Club Natación Barcelona  | 16                         | 6  |                              |                              |                              |    |    |                              |                              |                              |    |  |                     |                     |  |
|  | Club Natación Barcelona    |                     | Club Natación Barcelona  | 16                         | 6  | 29                           |                              |                              |    |    |                              |                              |                              |    |  |                     |                     |  |
|  | Club Natación Barcelona    |                     |                          |                            |    |                              |                              |                              |    |    |                              |                              |                              |    |  |                     |                     |  |
|  | Barcelona Unión Club (BUC) |                     | 3                        |                            |    |                              |                              |                              |    |    |                              |                              |                              |    |  |                     |                     |  |
|  | Barcelona Unión Club (BUC) |                     |                          |                            |    |                              |                              | Club Natación Barcelona      | 28 | 16 |                              |                              |                              |    |  |                     |                     |  |
|  |                            |                     |                          |                            |    |                              |                              |                              | 28 | 16 |                              |                              |                              |    |  |                     |                     |  |
|  |                            |                     | CD Arquitectura Madrid   | 13                         | 4  |                              |                              |                              |    |    |                              |                              |                              |    |  |                     |                     |  |
|  | CD Arquitectura Madrid     |                     | CD Arquitectura Madrid   | 13                         | 4  | 55                           |                              |                              |    |    |                              |                              |                              |    |  |                     |                     |  |
|  | CD Arquitectura Madrid     |                     |                          |                            |    |                              |                              |                              |    |    |                              |                              |                              |    |  |                     |                     |  |
|  | Valencia Rugby Club        |                     | 3                        |                            |    |                              |                              |                              |    |    |                              |                              |                              |    |  |                     |                     |  |
|  | Valencia Rugby Club        |                     | 3                        | CD Arquitectura Madrid     | 12 | 13                           |                              |                              |    |    |                              |                              |                              |    |  |                     |                     |  |
|  |                            |                     |                          | CD Arquitectura Madrid     | 12 | 13                           |                              |                              |    |    |                              |                              |                              |    |  |                     |                     |  |
|  |                            |                     | Club de Fútbol Barcelona | 6                          | 10 |                              |                              |                              |    |    |                              |                              |                              |    |  |                     |                     |  |
|  | Club de Fútbol Barcelona   |                     | Club de Fútbol Barcelona | 6                          | 10 | 15                           |                              |                              |    |    |                              |                              |                              |    |  |                     |                     |  |
|  | Club de Fútbol Barcelona   |                     |                          |                            |    |                              |                              |                              |    |    |                              |                              |                              |    |  |                     |                     |  |
|  | CAU Madrid Rugby Club      |                     | 3                        |                            |    |                              |                              |                              |    |    |                              |                              |                              |    |  |                     |                     |  |
|  | CAU Madrid Rugby Club      |                     |                          |                            |    |                              |                              |                              |    |    |                              |                              |                              |    |  |                     |                     |  |
|  |                            |                     |                          |                            |    |                              |                              |                              |    |    |                              |                              |                              |    |  |                     |                     |  |

| Copa_del_Rey_(rugby_union)          |
| Campeón Club Atlético San Sebastián |
| 2º título                           |

## Campeonatos Regionales

#### Federación Catalana de Rugby
Sede: Barcelona

Licencias: 1304 (794 sénior, 312 juvenil,cadete 137, 61 infantil) reducción -15,5 %

20 clubes adscritos en 3 divisiones sénior, 1 juvenil, 1 cadete

Aunque se produce una reducción de licencias el campeonato catalán sigue siendo el más fuerte de España. Se rAcionaliza la competición creando una tercera división y se igualan el número de equipos en cada serie. En primera los equipos habituales (Cornellá, Pueblo Nuevo, Montjuich y BUC) optan por obtener un puesto para el ascenso pero son superados por el B de la Samboyana que parece un equipo de nacional. Incluso el equipo C se permite ganar la tercera división también. La calidad de la primera catalana se demuestra con la dificultad de equipos como el La Salle o el Badalona, que en 1971 habían arrasado en segunda, tienen muchas dificultades para mantenerse en primera. Pero como la federación catalana tiene 7 puestos para la fase de ascenso, el La Salle también se clasifica para ella.    
| División A | División A                  | División B | División B                     | División C | División C                  |
| ---------- | --------------------------- | ---------- | ------------------------------ | ---------- | --------------------------- |
| 1º         | Unión Deportiva Samboyana B | 1º         | Facultad de Medicina           | 1º         | Unión Deportiva Samboyana C |
| 2.º        | Rugby Club Cornellà         | 2.º        | Club Deportivo Universitario B | 2.º        | GEYEG Gerona                |
| 3.º        | Club Natación Pueblo Nuevo  | 3.º        | Rugby Club Cornellà B          | 3.º        | Centralban R.C.             |
| 4.º        | Barcelona Unión Club (BUC)  | 4.º        | Club Natación Pueblo Nuevo B   | 4.º        | Real Club Deportivo Español |
| 5.º        | Club Natación Montjuich     | 5.º        | Club Natación Montjuich B      | 5.º        | CD Medicina Autónoma        |
| 6.º        | Club de Futbol Barcelona B  | 6.º        | Rugby Reus                     | 6.º        | Club Natación Barcelona C   |
| 7.º        | C.R. La Salle-Bonanova      | 7.º        | Picadero-Damm B                | 7.º        | UGD de Badalona B           |
| 8.º        | Picadero-Damm               | 8.º        | Club Natación Barcelona B      | 8.º        | Rugby San Justo             |
| 9.º        | UGD de Badalona             |            |                                | 9.º        | C.R. La Salle-Bonanova B    |

#### Federación Castellana de Rugby

##### Federación de Madrid
Sede: Madrid

Licencias: 1197 (606 sénior, 291 juvenil, 300 infantil) incremento 4,3 %

17 clubes adscritos en 3 divisiones sénior, 1 juvenil

Con el descenso desde la liga nacional de CAU y Cisneros, la liga madrileña se hacía más dura, y el Olímpico, campeón del año anterior, bajó hasta la cuarta plaza por detrás de los descendidos y del B de Canoe. Madrid tenía 5 plazas para el ascenso, por lo que a los habituales en estos torneos se sumó esta vez el Liceo Francés. Aunque el rugby madrileño aun seguía muy apegado a sus raíces universitarias, los clubs punteros se deban cuenta de la necesidad de formar jugadores de menor edad y fomentar la cantera para competir con Cataluña.
| 1ª División | 1ª División               | 2ª División | 2ª División                      | 3º División | 3º División               |
| ----------- | ------------------------- | ----------- | -------------------------------- | ----------- | ------------------------- |
| 1º          | CAU Madrid Rugby Club     | 1.º         | CAU Madrid Rugby Club B          | 1º          | Colegio Mayor Cisneros B  |
| 2.º         | Canoe Natación Club B     | 2.º         | Club Deportivo Arquitectura B    | 2.º         | Liceo Francés B           |
| 3.º         | Colegio Mayor Cisneros    | 3.º         | Colegio Mayor Aquinas            | 3.º         | Club de Rugby Carabanchel |
| 4.º         | Olímpico-64               | 4.º         | Colegio Mayor Antonio de Nebrija | 4.º         | Club Deportivo Caminos B  |
| 5.º         | Liceo Francés             | 5.º         | Club Deportivo Caminos           | 5.º         | Ingenieros Industriales   |
| 6.º         | Colegio Mayor Ensenada    | 6.º         | CD Telecomunicación              | 6.º         | Canoe Natación Club C     |
| 7.º         | Colegio Mayor Chaminade   | 7.º         | Olímpico-64 B                    | 7.º         | CD Telecomunicación B     |
| 8.º         | Colegio Mayor San Agustín | 8.º         | Colegio Mayor Ensenada B         | 8.º         | CR Filosofía y Letras     |

##### Federación de Valladolid
Sede: Valladolid

Licencias: 556 (201 sénior, 205 Juvenil, 150 Infantil) incremento 15,4 %

11 clubs adscritos en 1 división sénior, 1 juvenil y 1 infantil.

##### Federación de León
Sede: León, Licencias: 116 (41 sénior, 75 Juvenil) descenso -44,5 %

4 clubs adscritos

En 1972 se separan las ligas sénior en dos, una para Valladolid y otra interregional donde juegan León, Zamora y Burgos. mientras en Valladolid la situación es buena, con licencias de juveniles e infantiles, en León la situación comienza a ser alarmante con una notable reducción de la actividad rugbística. 
| Valladolid | Valladolid                     | León | León                              |
| ---------- | ------------------------------ | ---- | --------------------------------- |
| 1º         | Cristo Rey-San Carlos          | 1.º  | Larpis Rugby Club León            |
| 2.º        | Rehala-Bellavista              | 2.º  | Sociedad Deportiva Hispánica      |
| 3.º        | Seminario Inglés de Valladolid | 3.º  | Escuela de Arquitectura de Burgos |
| 4.º        | Club Deportivo Universitario   | 4.º  | Hogar-2000 RC Zamora              |
| 5.º        | El Salvador B                  |      |                                   |

#### Federaciones del Norte

##### Federación Asturiana
Sede: Gijón

Licencias: 571 (150 sénior, 227 juvenil, 194 infantil) Descenso del -0,3 %

11 clubs en 1 división sénior, 1 juvenil, 1 infantil y 1 alevín

Asturias se mantiene con un número de licencias similar al año anterior y una actividad notable en la cantera. El Real Gijón gana fácilmente la liga. Combinado-68, Covadonga y CAU acompañan a los gijoneses en el torneo de ascenso.

##### Federación Cántabra
Sede: Santander

Licencias: 240 (105 sénior, 135 infantil)

10 clubes adscritos en 1 liga sénior y 1 infantil

El rugby de Santander crece mucho en su primer año y logra crear una liga de 4 equipos sénior y una infantil con otros 6. El Independiente entra en la fase de ascenso

##### Federación de Vizcaya
Sede: Bilbao

Licencias: 258 (181 sénior, 77 juvenil)

7 clubes en 1 liga sénior

Primer año como federación independiente comienzan con una liga de 4 clubes, que aumentan a 7 en el torneo de primavera con la creación del Basauri RC, el Económicas y el Ingenieros. Sin embargo la categoría juvenil aun está por desarrollarse. El Bilbao RC accede al ascenso.

##### Federación Vasco-Navarra
Sede: San Sebastián

Licencias: 561 (211 Sénior, 165 Juvenil, 185 infantil) Incremento 9,7 % 

14 clubes en 1 división sénior, 1 juvenil y 1 infantil

Dos nuevos clubs se agregan a la liga, el Landare y el Colegio Mayor Larraona. Cuatro clubs van a la fase de ascenso: Parte Vieja (Anoeta), Hernani, Irún y Atlético B.
| Asturiana | Asturiana                    | Cantabria | Cantabria                | Vizcaya | Vizcaya                    | Vasco-Navarra | Vasco-Navarra                         |
| --------- | ---------------------------- | --------- | ------------------------ | ------- | -------------------------- | ------------- | ------------------------------------- |
| 1º        | Real Gijón                   | 1.º       | Independiente Rugby Club | 1º      | Bilbao Rugby Club          | 1.º           | Sociedad Deportiva Anoeta             |
| 2.º       | Combinado-68                 | 2.º       | Instituto Torres-Quevedo | 2.º     | Rugby Club Medicina Bilbao | 2.º           | Rugby Club Irún                       |
| 3.º       | Grupo Cultural Covadonga     | 3.º       | Racing de Santander      | 3.º     | Sporting Rugby Club Bilbao | 3.º           | Hernani Club de Rugby                 |
| 4.º       | CAU Oviedo                   | 4.º       | Librerías Revuelta       | 4.º     | CD Comercial de Deusto     | 4.º           | Club Atlético San Sebastián B         |
| 5.º       | CD Universitario de Oviedo   |           |                          |         |                            | 5.º           | Landare Rugby                         |
| 6.º       | Universidad Laboral de Gijón |           |                          |         |                            | 6.º           | CM Larraona Pamplona                  |
| 7.º       | Cuervos de Pravia            |           |                          |         |                            | 7.º           | Club de Rugby Univ. de Navarra (CRUN) |
| 8.º       | Fundación Revillagigedo      |           |                          |         |                            |               |                                       |

#### Federaciones de Sur y Este

##### Federación Andaluza de Rugby
Sede: Sevilla

Licencias: 478 (221 sénior, 147 juvenil, 120 infantil) descenso -45,3 %

16 clubes adscritos 1 división sénior, 1 juvenil, 1 infantil

El rugby andaluz no logra la estabilidad y en 1972 vuelve a tener una importante caída en el número de licencias, 200 por debajo del nivel de 1969. Con solo 8 equipos sénior se tiene que eliminar la 2.ª división y la FER le otorga solo 3 plazas de ascenso. Arquitectura, Sevilla y Macarena serán los clasificados.

##### Federación Valenciana
Sede: Valencia

Licencias: 475 (189 sénior, 133 juvenil, 95 cadete, 174 infantil) Incremento del 26,9 %

16 clubs en 1 división sénior, 1 juvenil, 1 cadete y 1 infantil

De nuevo una reducción en las licencias sénior y crecimiento en categorías inferiores. El Valencia R.C. y el Xè-15 dominan la liga un año más. Una nota muy positiva es la vuelta de un clásico del rugby valenciano, el Tavernes RC (fundado en 1934) y también entra en la liga el Tatami RC. Los cuatro primeros entraron en la fase ascenso: Valencia, Xè-15, Tatami y Moncada.

##### Federación Aragonesa
Sede: Zaragoza

Licencias: 440 (107 sénior, 113 juvenil, 220 infantil) Incremento del 8,1 %

8 clubs en 1 campeonato sénior y 1 juvenil

En 1972 se hace una especial promoción en infantiles con miras a un futuro. Solo Veterinaria entra en la fase de ascenso.
| Andaluza | Andaluza                               | Valenciana | Valenciana                               | Aragonesa | Aragonesa                          |
| -------- | -------------------------------------- | ---------- | ---------------------------------------- | --------- | ---------------------------------- |
| 1º       | Club Deportivo Arquitectura de Sevilla | 1.º        | Valencia Rugby Club                      | 1.º       | Club de Rugby Veterinaria Zaragoza |
| 2.º      | Sevilla Club de Fútbol                 | 2.º        | XÈ-15 Valencia                           | 2.º       | C.M. Pedro Cerbuna                 |
| 3.º      | Agrupación Gimnástica Macarena         | 3.º        | Tatami Rugby Club                        | 3.º       | Aragón Rugby Club                  |
| 4.º      | Medicina de Sevilla                    | 4.º        | Patronato Educación y Cultura de Moncada | 4.º       | Club Deportivo Iris                |
| 5.º      | Ingenieros Industriales                | 5.º        | Club Náutico de Cullera                  | 5.º       | C.M. Ramón Pignatelli              |
| 6.º      | Club Pineda                            | 6.º        | Escuela Estudios Mercantiles             |           |                                    |
| 7.º      | ETSA (Arquitectura B)                  | 7.º        | Tavernes Rugby Club                      |           |                                    |
| 8.º      | Agrícolas                              | 8.º        | Instituto Politécnico de Valencia        |           |                                    |

## Competiciones internacionales

### VIIª Copa de Naciones F.I.R.A. (Sénior 2.ª División)
España participaba en el grupo B. Superó la primera eliminatoria venciendo a Yugoslavia en Madrid, e imponiéndose a domicilio por 7-21, en Split. En la eliminatoria final debía enfrentarse a la siempre difícil selección de Italia, recién descendida. En el partido de ida en Madrid se consiguió una victoria por 10 puntos que deba cierta esperanza. La vuelta en Ivrea fue muy disputada, y el combinado español en una gran actuación consiguió un empate que le permitía ascender al grupo A por primera vez en su historia.

#### Partidos de España
| Ciudad | Fecha      | Local      | Resultado | Visitante  |
| ------ | ---------- | ---------- | --------- | ---------- |
| Madrid | 5-12-1971  | España     | 26-4      | Yugoslavia |
| Split  | 30-04-1972 | Yugoslavia | 7-21      | España     |
| Madrid | 14-05-1972 | España     | 10-0      | Italia     |
| Ivrea  | 21-05-1972 | Italia     | 6-6       | España     |

#### Cuadro
|  | Semifinales | Semifinales | Semifinales |   |        | Final | Final | Final |  |
|  |             |             |             |   |        |       |       |       |  |
|  |             |             |             |   |        |       |       |       |  |
|  | España      | 26          | 21          |   |        |       |       |       |  |
|  | España      | 26          | 21          |   |        |       |       |       |  |
|  | Yugoslavia  | 4           | 7           |   |        |       |       |       |  |
|  | Yugoslavia  | 4           | 7           |   | España | 10    | 6     |       |  |
|  |             |             |             |   | España | 10    | 6     |       |  |
|  |             |             | Italia      | 0 | 6      |       |       |       |  |
|  | Italia      | 0           | Italia      | 0 | 6      | 15    |       |       |  |
|  | Italia      | 0           |             |   |        | 15    |       |       |  |
|  | Portugal    | 0           | 7           |   |        |       |       |       |  |
|  | Portugal    | 0           | 7           |   |        |       |       |       |  |
|  |             |             |             |   |        |       |       |       |  |

|                         |
| Campeón (2º Div) España |
| 1er título              |
| Ascenso al Grupo A      |